# Saint-Gervais (Vendée)
Pour les articles homonymes, voir Saint-Gervais.
Saint-Gervais est une commune française située dans le département de la Vendée, en région Pays de la Loire.

## Géographie

### Localisation
Le territoire municipal de Saint-Gervais s’étend sur 4 253 hectares. L'altitude moyenne de la commune est de 9 mètres, avec des niveaux fluctuant entre 1 et 34 mètres,.
La commune de Saint-Gervais est entourée des communes de Bouin, Beauvoir-sur-Mer, Bois-de-Céné, Châteauneuf, Sallertaine et Saint-Urbain.
| Bouin            |               | Bois-de-Céné |
| Beauvoir-sur-Mer | Saint-Gervais | Châteauneuf  |
| Saint-Urbain     | Sallertaine   |              |

### Climat
Pour des articles plus généraux, voir Climat des Pays de la Loire et Climat de la Vendée.
En 2010, le climat de la commune est de type climat méditerranéen altéré, selon une étude du CNRS s'appuyant sur une série de données couvrant la période 1971-2000. En 2020, Météo-France publie une typologie des climats de la France métropolitaine dans laquelle la commune est exposée à un climat océanique et est dans la région climatique  Bretagne orientale et méridionale, Pays nantais, Vendée, caractérisée par une faible pluviométrie en été et une bonne insolation. 
Pour la période 1971-2000, la température annuelle moyenne est de 12,5 °C, avec une amplitude thermique annuelle de 13 °C. Le cumul annuel moyen de précipitations est de 742 mm, avec 12 jours de précipitations en janvier et 6,1 jours en juillet. Pour la période 1991-2020, la température moyenne annuelle observée sur la station météorologique de Météo-France la plus proche, sur la commune du Perrier à 9 km à vol d'oiseau, est de 12,8 °C et le cumul annuel moyen de précipitations est de 762,1 mm,. Pour l'avenir, les paramètres climatiques de la commune estimés pour 2050 selon différents scénarios d'émission de gaz à effet de serre sont consultables sur un site dédié publié par Météo-France en novembre 2022.

## Urbanisme

### Typologie
Au 1er janvier 2024, Saint-Gervais est catégorisée bourg rural, selon la nouvelle grille communale de densité à sept niveaux définie par l'Insee en 2022.
Elle est située hors unité urbaine. Par ailleurs la commune fait partie de l'aire d'attraction de Challans, dont elle est une commune de la couronne,. Cette aire, qui regroupe 12 communes, est catégorisée dans les aires de moins de 50 000 habitants,.

### Occupation des sols
L'occupation des sols de la commune, telle qu'elle ressort de la base de données européenne d’occupation biophysique des sols Corine Land Cover (CLC), est marquée par l'importance des territoires agricoles (85,7 % en 2018), en diminution par rapport à 1990 (90 %). La répartition détaillée en 2018 est la suivante : 
prairies (45,8 %), zones agricoles hétérogènes (29,2 %), terres arables (10,8 %), zones humides intérieures (8,7 %), zones urbanisées (3,3 %), forêts (1,6 %), eaux continentales (0,6 %). L'évolution de l’occupation des sols de la commune et de ses infrastructures peut être observée sur les différentes représentations cartographiques du territoire : la carte de Cassini (XVIIIe siècle), la carte d'état-major (1820-1866) et les cartes ou photos aériennes de l'IGN pour la période actuelle (1950 à aujourd'hui).

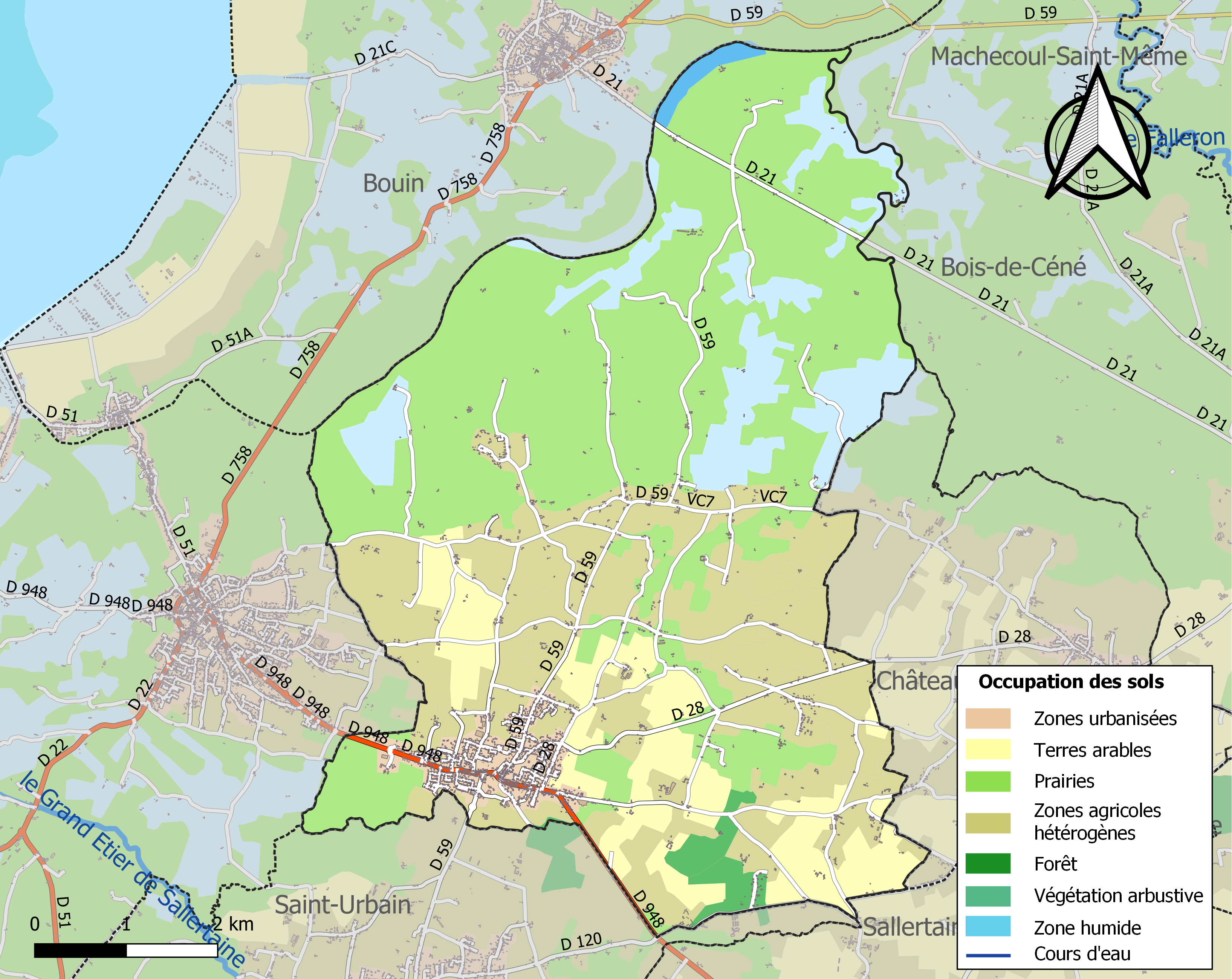
Carte des infrastructures et de l'occupation des sols de la commune en 2018 (CLC).

## Histoire
À l'occasion de la réalisation d'un lotissement, un camp néolithique a fait l'objet de travaux archéologiques réalisés sous la direction de Benoit Poisblaud, de l'Institut National de la Recherche Archéologique Préventive.

## Politique et administration

### Liste des maires
| Période                                  | Période             | Identité          | Étiquette | Qualité |
| ---------------------------------------- | ------------------- | ----------------- | --------- | --- |
| ca. 1965                                 | 11 mai 1985 (décès) | Thomas Richard    |           | Réélu en 1971, 1977 et 1983[réf. nécessaire]                                                                                                |
| 14 juin 1985                             | 23 juin 1995        | Jean Herbreteau   | DVD       | Retraité de l'agriculture Premier adjoint au maire (1977 → 1985) Réélu en 1989                                                              |
| 23 juin 1995                             | 25 mai 2020         | Robert Guérineau, | DVD       | Retraité de l’enseignement Président de la CC du Marais-Breton-Nord puis de la CC du Pays-du-Gois (2001 → 2016) Réélu en 2001, 2008 et 2014 |
| 25 mai 2020                              | En cours            | Richard Sigwalt   |           | Professeur de cuisine en lycée professionnel, ancien 1er adjoint 6e vice-président de Challans Gois Communauté (2020 → )                    |
| Les données manquantes sont à compléter. |                     |                   |           | |

## Population et société

### Démographie

#### Évolution démographique
L'évolution du nombre d'habitants est connue à travers les recensements de la population effectués dans la commune depuis 1793. Pour les communes de moins de 10 000 habitants, une enquête de recensement portant sur toute la population est réalisée tous les cinq ans, les populations de référence des années intermédiaires étant quant à elles estimées par interpolation ou extrapolation. Pour la commune, le premier recensement exhaustif entrant dans le cadre du nouveau dispositif a été réalisé en 2007.

En 2022, la commune comptait 2 752 habitants, en évolution de +5 % par rapport à 2016 (Vendée : +5,33 %, France hors Mayotte : +2,11 %).
| 1793  | 1800  | 1806  | 1821  | 1831  | 1836  | 1841  | 1846  | 1851  |
| ----- | ----- | ----- | ----- | ----- | ----- | ----- | ----- | ----- |
| 1 695 | 1 635 | 1 526 | 1 642 | 1 249 | 1 866 | 1 950 | 1 959 | 1 969 |

| 1856  | 1861  | 1866  | 1872  | 1876  | 1881  | 1886  | 1891  | 1896  |
| ----- | ----- | ----- | ----- | ----- | ----- | ----- | ----- | ----- |
| 1 975 | 1 903 | 1 849 | 1 811 | 1 841 | 1 901 | 1 973 | 1 963 | 2 017 |

| 1901  | 1906  | 1911  | 1921  | 1926  | 1931  | 1936  | 1946  | 1954  |
| ----- | ----- | ----- | ----- | ----- | ----- | ----- | ----- | ----- |
| 1 997 | 2 037 | 2 008 | 1 791 | 1 765 | 1 755 | 1 723 | 1 683 | 1 546 |

| 1962  | 1968  | 1975  | 1982  | 1990  | 1999  | 2006  | 2007  | 2012  |
| ----- | ----- | ----- | ----- | ----- | ----- | ----- | ----- | ----- |
| 1 515 | 1 415 | 1 342 | 1 446 | 1 546 | 1 648 | 2 064 | 2 124 | 2 382 |

| 2017  | 2022  | - | - | - | - | - | - | - |
| ----- | ----- | - | - | - | - | - | - | - |
| 2 669 | 2 752 | - | - | - | - | - | - | - |

#### Pyramide des âges
En 2018, le taux de personnes d'un âge inférieur à 30 ans s'élève à 31,8 %, soit au-dessus de la moyenne départementale (31,6 %). À l'inverse, le taux de personnes d'âge supérieur à 60 ans est de 30,5 % la même année, alors qu'il est de 31,0 % au niveau départemental.
En 2018, la commune comptait 1 324 hommes pour 1 361 femmes, soit un taux de 50,69 % de femmes, légèrement inférieur au taux départemental (51,16 %).
Les pyramides des âges de la commune et du département s'établissent comme suit.
| Hommes | Classe d’âge | Femmes |
| ------ | ------------ | ------ |
| 0,2    | 90 ou +      | 1,1    |
| 7,4    | 75-89 ans    | 8,8    |
| 22,2   | 60-74 ans    | 21,2   |
| 19,7   | 45-59 ans    | 19,9   |
| 18,1   | 30-44 ans    | 17,8   |
| 14,0   | 15-29 ans    | 14,0   |
| 18,4   | 0-14 ans     | 17,3   |

| Hommes | Classe d’âge | Femmes |
| ------ | ------------ | ------ |
| 0,8    | 90 ou +      | 2,2    |
| 8,7    | 75-89 ans    | 11,1   |
| 20,3   | 60-74 ans    | 21,3   |
| 20     | 45-59 ans    | 19,4   |
| 17,5   | 30-44 ans    | 16,8   |
| 15     | 15-29 ans    | 13,2   |
| 17,7   | 0-14 ans     | 16,1   |

## Lieux et monuments
- Église Saint-Gervais.

## Personnalités liées à la commune
- Charles Mourain de Sourdeval, né le 23 octobre 1800 à Nantes, d'un père issu d'une famille maraîchine, a grandi à Saint-Gervais au domaine de Fontordine, et est mort à Saint-Gervais, le 18 décembre 1879. Il a été magistrat à Tours et conseiller général de Vendée. Il est l'auteur de plusieurs ouvrages, dont le premier dictionnaire du patois de la Vendée intitulé Recherches philologiques sur le patois de la Vendée, en 1847.